# Warschauer Wertpapierbörse

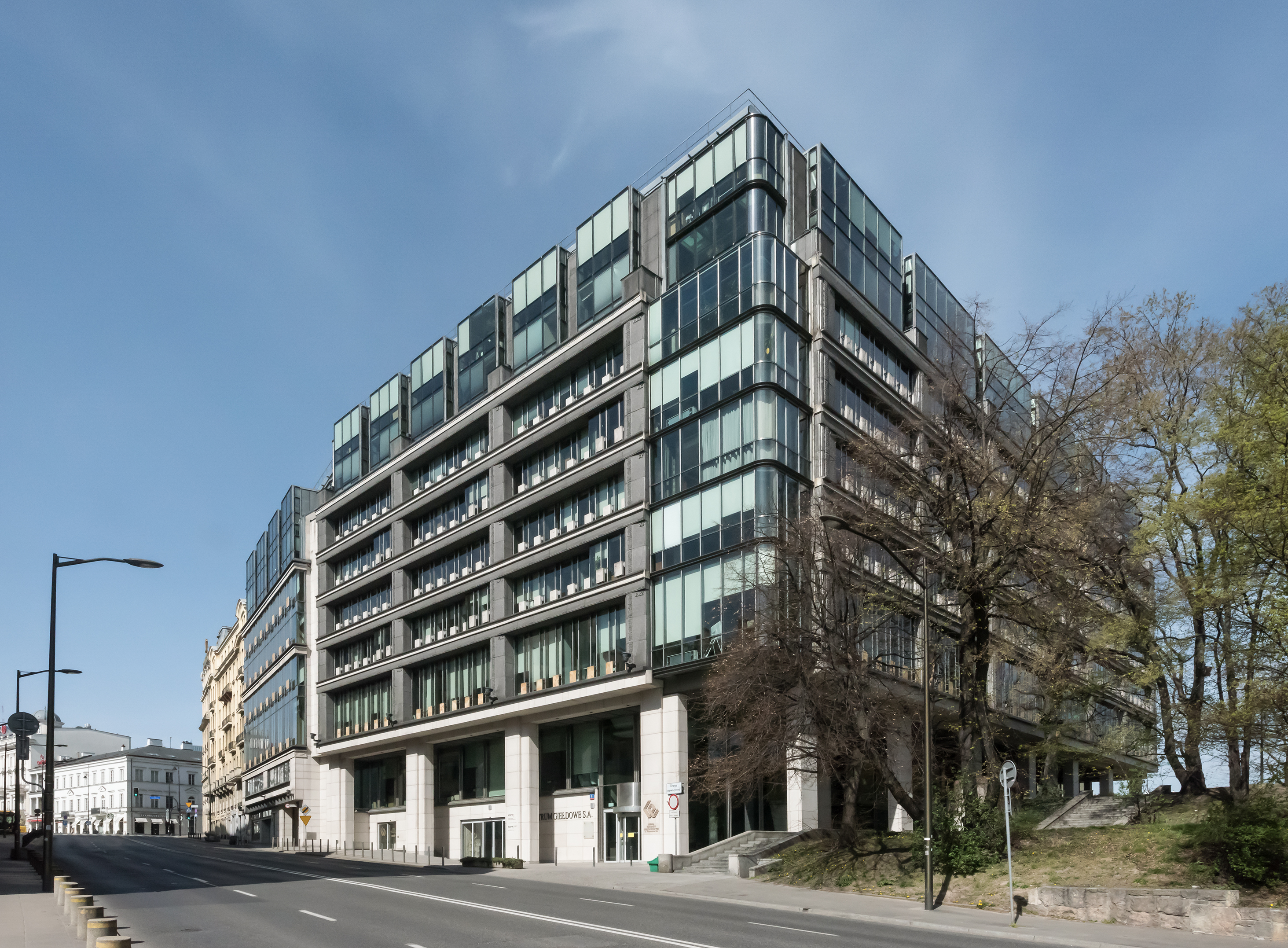
Zentrale der Warschauer Wertpapierbörse

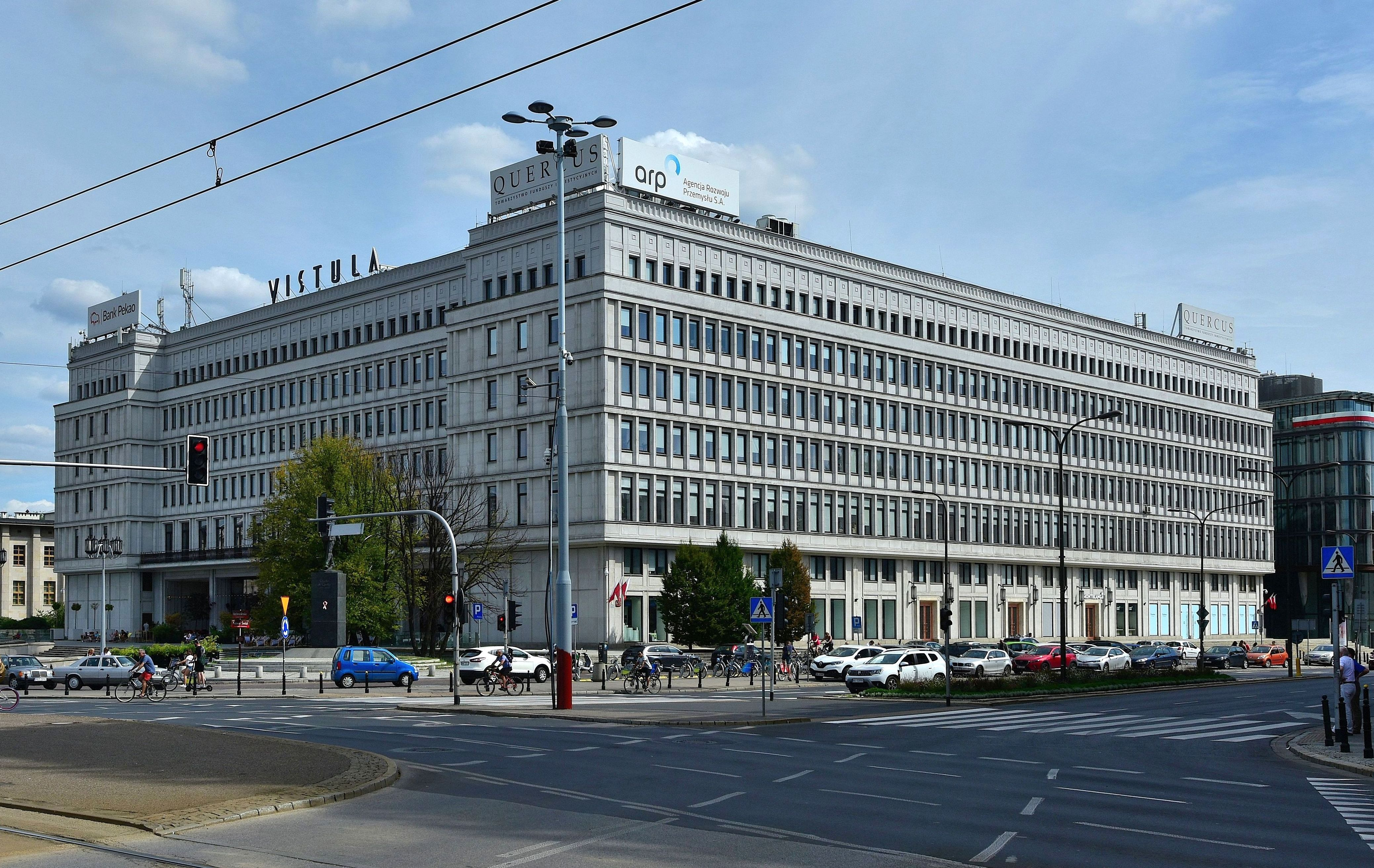
Ehemaliger Sitz der Warschauer Wertpapierbörse

Die Warschauer Wertpapierbörse (polnisch Giełda Papierów Wartościowych w Warszawie, kurz GPW) ist die polnische Wertpapierbörse mit Sitz in Warschau. Betreiber der Börse ist die Aktiengesellschaft Giełda Papierów Wartościowych w Warszawie S.A.

## Geschichte
Die erste Börse in Warschau wurde am 21. März 1817 errichtet. Im 19. Jahrhundert waren Schuldscheine und Anleihen Gegenstand des Handels an der Warschauer Börse. Erst in der zweiten Hälfte des Jahrhunderts entwickelte sich hier ein bedeutender Aktienhandel. In der Zwischenkriegszeit gab es in anderen polnischen Städten (Kattowitz, Krakau, Lemberg, Łódź, Posen und Wilna) weitere Börsen, doch über die Warschauer Börse wurden zu jener Zeit 90 % des polnischen Handelsvolumens abgewickelt. Nach dem deutschen Überfall auf Polen wurde die Börse 1939 außer Betrieb gesetzt und blieb auch nach Ende des Zweiten Weltkrieges während der Zeit der Volksrepublik Polen geschlossen.
Nach dem Systemwechsel in Polen beschloss man 1989 den Betrieb wieder aufzunehmen. Am 16. April 1991 wurde die Börse schließlich nach langer Vorlaufzeit wieder eröffnet. Sitz war zunächst das ehemalige Gebäude der Polnischen Vereinigten Arbeiterpartei. Vorstandsvorsitzender wurde Wiesław Rozłucki und am ersten Handelstag waren fünf Unternehmen notiert. 1998 waren bereits 138 Unternehmen notiert.

### Zeittafel
- 16. April 1991: Erster Handelstag nach der politischen Wende in Polen. An der Warschauer Börse debütieren fünf Gesellschaften: Exbud, Kable, Krosno, Prochnik und Tonsil.
- 3. Oktober 1994: Der Handel findet an fünf Wochentagen statt.
- 21. Mai 1997: Die 100. Gesellschaft geht an die GPW.
- 11. Januar 1999: Die 200. Gesellschaft geht an die GPW.
- 17. November 2000: Das Handelssystem WARSET wird eingeführt.
- 14. Oktober 2003: Mit der Bank Austria Creditanstalt (BACA) geht die erste ausländische Gesellschaft an die Warschauer Börse.
- 28. Juli 2005: Der Aktienindex WIG überschreitet zum ersten Mal 30.000 Punkte.
- 27. Februar 2006: Der Aktienindex WIG überschreitet zum ersten Mal 40.000 Punkte.
- 29. November 2006: Der Aktienindex WIG überschreitet zum ersten Mal 50.000 Punkte.

### Leiter
- Wiesław Rozłucki (1991–2006)
- Ludwik Sobolewski (2006–2013)
- Adam Maciejewski (2013–2014)
- Paweł Tamborski (2014–2015)

## Gegenwart
Die Warschauer Wertpapierbörse ist einer der schnellstwachsenden Börsenplätze der Welt. Sie ist eine der größten Börsen im östlichen Mitteleuropa und hatte im Jahr 2004 die Wiener Börse in Bezug auf die Börsenkapitalisierung eingeholt. Die schnelle Entwicklung der GPW seit 2002/03 basiert auf einem konstant hohen Wirtschaftswachstum (5,3 % und 3,3 % in den Jahren 2004 und 2005), dem EU-Beitritt Polens und einer hohen Anzahl an Privatisierungen über die Börse in den letzten Jahren. Im Jahr 2004 fanden an der Börse 36 Börsengänge mit einem Volumen von 8,34 Milliarden Euro statt – darunter vier ausländische Unternehmen – und die GPW war im Hinblick auf die Anzahl der Börsengänge auf Platz zwei in Europa nach der London Stock Exchange. Im darauffolgenden Jahr waren es 35 Börsengänge – darunter zwei ausländische Unternehmen – und die GPW erreichte Platz drei in Europa. Der größte Börsengang war dabei der der Bank PKO BP S.A. im Herbst 2004, der mit einem Volumen von 1,78 Milliarden Euro der zweitgrößte Börsengang in Europa im Jahr 2004 war. Auch in den nächsten Jahren stehen mehrere große Privatisierungen von staatlichen Großunternehmen an, wie der polnischen Staatsbahnen PKP, der polnischen Post Poczta Polska S.A. und des Börsenbetreibers GPW S.A. selbst. Daneben streben auch immer mehr polnische und ausländische Privatunternehmen eine Platzierung an der GPW an.
Die Investoren sind ebenso international wie die Emittenten. Sie setzt sich etwa zu jeweils einem Drittel aus polnischen Privatanlegern, polnischen institutionellen Investoren und ausländischen Anlegern zusammen. Die Hauptindizes, der WIG (Warszawski Indeks Giełdowy) und der WIG 20, stiegen 2004 um 27,98 % bzw. 24,56 % und 2005 um jeweils etwa 36 % und erreichten am 27. Dezember 2005 mit über 35.000 bzw. 2.700 Punkten neue Rekordhöhen. 2005 zahlten die börsennotierten Gesellschaften etwa 8 Milliarden polnische Złoty Dividende bei einem Jahresumsatzvolumen von fast 200 Milliarden. Die Börsenkapitalisierung betrug Ende 2004 214,3 Milliarden Złoty und Ende 2005 311 Milliarden Złoty, was einem Drittel des Bruttoinlandproduktes entspricht.
Ende des Jahres 2009 waren verschiedene internationale Börsenbetreiber an einer Übernahme der Warschauer Wertpapierbörse interessiert, darunter auch die Deutsche Börse AG. Am 9. November 2010 erfolgte der Börsengang der Warschauer Wertpapierbörse. Die polnische Regierung hat dabei 64 Prozent der Aktien verkauft und damit etwa 300 Millionen Euro eingenommen. Die Papiere waren 25-fach überzeichnet.
Der WIG30-Index wurde am 23. September 2013 eingeführt und soll bis Ende 2015 den WIG-20-Index ablösen. Als Stichtag zur Ermittlung des Basiswertes wurde der 23. Dezember 2012, mit 2582,98 Punkten, genommen.

### Aktienindizes
- WIG
- WIG20
- WIG30
- mWIG40
- techWIG
- sWIG 80
- WIG-BANKI
- WIG-BUDOW
- WIG-CHEMIA
- WIG-DEWEL
- WIG-ENERG
- WIG-INFO
- WIG-MEDIA
- WIG-PALIWA
- WIG-PL
- WIG-SPOZYW
- WIG-SUROWCE
- WIG-TELKOM

### Anzahl der IPOs
- 2004: 36
- 2005: 35
- 2006: 38
- 2007: 105
- 2008: 93
- 2009: 38
- 2010: 110
- 2011: 198

### Anzahl der IPOs von ausländischen Gesellschaften
- 2003: 1
- 2004: 3
- 2005: 2
- 2006: 6
- 2007: 12
- 2008: 4
- 2009: 0
- 2010: 0
- 2011: 6

### Sitz
Die alte Börse befand sich von 1817 bis 1828 im Sächsischen Palast, danach in dem Gebäude der Polnischen Bank und ab 1877 in einem eigenen Gebäude am Sächsischen Garten. In den 1990er Jahren war die Börse in der ehemaligen Zentrale der Vereinigten Arbeiterpartei untergebracht, bis sie schließlich in einen Neubau in der Książęca-Straße (nahe Plac Trzech Krzyży) zog, der vom Architekturbüro AMC – Andrzej M. Chołdzyński entworfen wurde.

### Präsidenten
- Wiesław Rozłucki (1991–2006)
- Ludwik Sobolewski (2006–2013)
- Adam Maciejewski (seit 2013)
- Paweł Tamborski (seit 2014)

## New Connect

Logo von New Connect

Seit dem 30. August 2007 betreibt die Warschauer Wertpapierbörse einen weiteren Handelsplatz – New Connect, der sich an kleine, junge, dynamisch entwickelnde Gesellschaften z. B. aus der High-Tech-Branche richtet, die sich durch ihr IPO nicht mehr als 5 Mio. Euro beschaffen wollen. New Connect orientiert sich an Alternative Investment Market in London, an First North im Rahmen der skandinavischen Börsengruppe OMX sowie an Deutsche Börse – Entry Standard. Ein Privatangebot (private placement) kann sich an maximal 99 private und institutionelle Anleger richten und bedarf nur eines einfachen Informationsdokuments, das von einem autorisierten Berater bestätigt sein muss. Wer zu diesen Beratungen ermächtigt ist, legt die Börse fest. Die Vorbereitung eines Börsengangs (IPO) der New Connect soll nur 2 bis 3 Monate dauern (bei einem Emissionswert unter 2,5 Mio. Euro sogar nur 5 Tage), während man für ein IPO an der Warschauer Börse 6 bis 9 Monate einplanen muss. Die Emissionskosten belaufen sich schätzungsweise auf 5 bis 7 % des Emissionswertes. An der New Connect notierte Gesellschaften müssen nicht quartalsweise, sondern nur halbjährlich oder jährlich Berichte erstatten. Die Notierungen erfolgen über das Handelssystem WARSET täglich von 10 bis 14 Uhr. An der Warschauer Börse dauert die Sitzung von 9 bis 16.30 Uhr.

### Zusammenfassung 2007
Vom 30. August 2007 bis zum 31. Dezember 2007 zählte die New Connect 24 IPOs. Der Wert ihrer Offerten erreichte insgesamt 150 Mio. Złoty. Führend war die Gesellschaft LUG (20,5 Mio. Złoty) gefolgt von 5 AGs mit jeweils 10 Mio. Złoty: Stark Development, Inwest Connect, Mera Schody, WDM und MW Trade. Dagegen brachte der Musikhändler e-muzyka bei seinem IPO nur Aktien für 1,6 Mio. Złoty auf den Markt.

### Anzahl der IPOs an New Connect
- 2007: 24
- 2008: 80 (Prognose)

## Mitgliedschaften
- Sie ist Mitglied in der World Federation of Exchanges.[9]
- Federation of European Securities Exchanges[10]
- Sustainable Stock Exchanges Initiative

## Verweise